# Apple A13
Apple A13 Bionic (англ. A13 Bionic chip) — система на кристалле от корпорации Apple из серии Apple Ax, модель осени 2019 года. В состав системы входит 64-битный 6-ядерный ARM-микропроцессор. Разработан Apple и производится контрактным производителем TSMC по 2-му поколению 7-нанометрового техпроцесса. Содержит 8,5 млрд транзисторов.

## Описание
Основные блоки A13 Bionic — это вычислительные и графические ядра. Сам чип содержит:
- два вычислительных ядра высокой производительности (для сложных вычислительных задач);
- четыре вычислительных ядра повышенной энергоэффективности (для повседневных дел);
- четыре графических ядра (с поддержкой технологии Metal[англ.] 2).
- 8‑ядерный нейропроцессор Neural Engine.

A13 Bionic стал потреблять меньше электроэнергии, чем Apple A12 Bionic, при том, что высокопроизводительные ядра теперь на 20 % мощнее и на 30 % энергоэффективнее, а ядра для повседневных задач — на 20 % мощнее и на 40 % энергоэффективнее. 4-ядерный графический ускоритель, оптимизированный под API Metal, стал на 20 % мощнее и на 40 % энергоэффективнее.
Neural Engine
В A13 Bionic используется улучшенный 8‑ядерный нейронный процессор Neural Engine, который стал на 20 % мощнее и на 15 % энергоэффективнее по сравнению с нейропроцессором Apple A12 Bionic.

## Применение
Устройства, использующие Apple A13 Bionic:
- iPhone 11 — сентябрь 2019 года — сентябрь 2022 года;
- iPhone 11 Pro — сентябрь 2019 года – октябрь 2020 года;
- iPhone 11 Pro Max — сентябрь 2019 года – октябрь 2020 года[2];
- iPhone SE (2-го поколения) — апрель 2020 года — март 2022 года;
- iPad (9-го поколения) — с сентября 2021 года — май 2024 года;
- Apple Studio Display — с марта 2022 года.